# Oxychora assimilis
Oxychora assimilis är en fjärilsart som beskrevs av Rothschild 1915. Oxychora assimilis ingår i släktet Oxychora och familjen mätare. Inga underarter finns listade i Catalogue of Life.